# جيهيو
بارك جيهيو (1 فبراير 1997-)، والمعروفة باسم جيهيو، مغنية كورية جنوبية، وعضوة في فرقة الفتيات توايس تحت وكالة جاي واي بي إنترتينمنت منذ عام 2015.

## مسيرتها المهنية

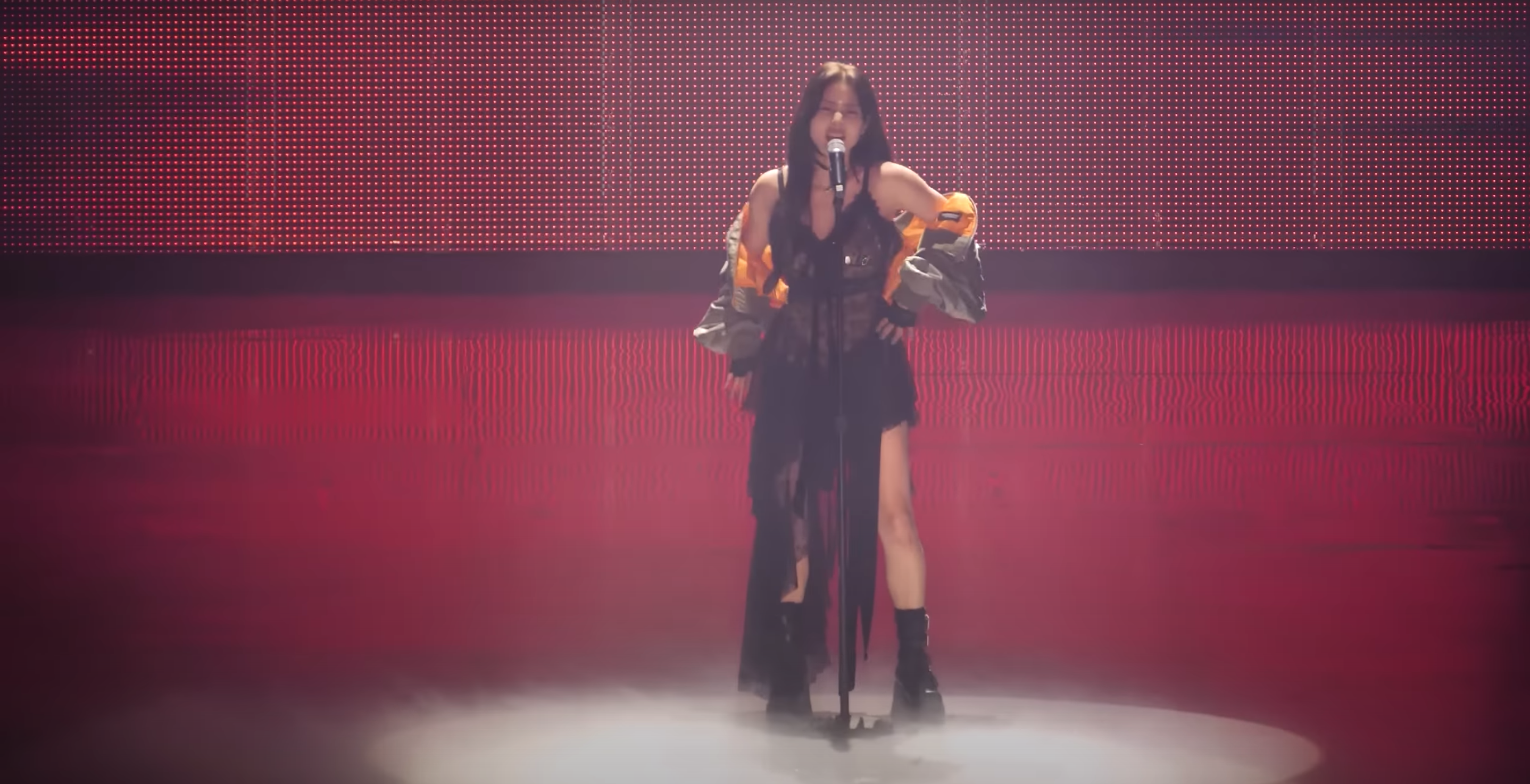
بارك جي هيو تؤدي أغنيتها الأصلية في الجولة العالمية الخامسة لـ "توايس" بعنوان "Ready to Be"

ولدت جيهيو في 1 فبراير 1997 في مقاطعة جيونج جي، كوريا الجنوبية، ولدت باسم بارك جيسو. انضمت جيهيو إلى jype كمتدربة في سن الثامنة وتدربت لمدة عشر سنوات قبل ظهورها لأول مرة، كانت JYP قد اكتشفت جيهيو بعد مشاركتها في مسابقة على Junior Naver واحتلت المركز الثاني، قضت جيهيو عشر سنوات كمتدربة قبل ظهورها لأول مرة كعضوة في توايس في عام 2015، خلال سنواتها كمتدربة كانت جيهيو تدربت مع العديد من فنانيين وكالة JYP بما في ذلك سونمي وسوزي، انضمت إلى البرنامج التلفزيوني سكستين وهو برنامج لوكالة JYP لاختيار فرقة فتيات لتشكيلها، غيرت جيهيو اسمها قانونيًا من «بارك جيسو» إلى «بارك جيهيو» قبل المنافسة في سكستين، تم اختيار جيهيو وفي أكتوبر 2015 ظهرت لأول مرة بشكل رسمي مع إصدار أول ألبوم مُصغر لـ توايس The Story Begins والاغنية الرئيسية "Like Ooh-Ahh" كانت أول أغنية كورية لفرقة تصل إلى 100 مليون مشاهدة على يوتيوب.

## الحياة الشخصية
في أغسطس 2019، أكدت الوكالات التي تُمثل جيهيو جاي واي بي إنترتينمنت وكانغ دانييل العضو السابق لفرقة الفتيان وناوان، أن جيهيو ودانييل يتواعدن.

## روابط خارجية
- جيهيو على موقع IMDb (الإنجليزية)
- جيهيو على موقع ميوزك برينز (الإنجليزية)
- جيهيو على موقع ديسكوغز (الإنجليزية)
- جيهيو على موقع قاعدة بيانات الفيلم (الإنجليزية)